# Шосе А1 (Казахстан)
Шосе А1 — національна автомобільна дорога в Казахстані, яка пролягає від Нур-Султана до Петропавловська загальною протяжністю 456 кілометрів. Є частиною європейського маршруту E125 та Азійської автомагістралі AH64.
Маршрут починається в Нур-Султані на розв'язці об'їзної дороги Нур-Султан, де продовжується на північний захід і зустрічається з початком шосе R6 і продовжується. Закінчується біля міста Щучинська на з'єднанні з трасою Р7. Починається на північ від Кокшетау біля траси А13 і закінчує свій маршрут у Петропавлівському.

## Історія
Реконструкція ділянки Нур-Султан — Щучинськ почалася в 2006 році. Закінчилась через 3 роки, у 2009 році.
В 2013 році на ділянці Нур-Султан — Щучинськ була введена оплата.
У 2017 році завершилася реконструкція ділянки Кокшетау — Петропавлівськ.